# Katzenstein (Oberösterreichische Voralpen)
Der Katzenstein ist ein 1349 m ü. A. hoher Gipfel östlich des Traunsteins in den Oberösterreichischen Voralpen. Er ist mit dem Traunstein über die Hohe Scharte verbunden und setzt sich nach Osten zum Steineck fort. Zu Füßen des Katzensteins liegt der Laudachsee.

## Beschreibung
Vom Laudachsee kommend erklimmt man die Hohe Scharte und zweigt nach links zum Gipfel des Katzensteins auf steilem, felsigem Weg ab. Vom Gipfel aus bietet sich ein traumhafter Tiefblick zum Laudachsee, das gesamte Tote Gebirge ist zu bewundern, und der Traunstein sowie der Grünberg runden den Rundblick ab. Bei guter Sicht kann man außerdem weit ins Flachland blicken.

## Galerie

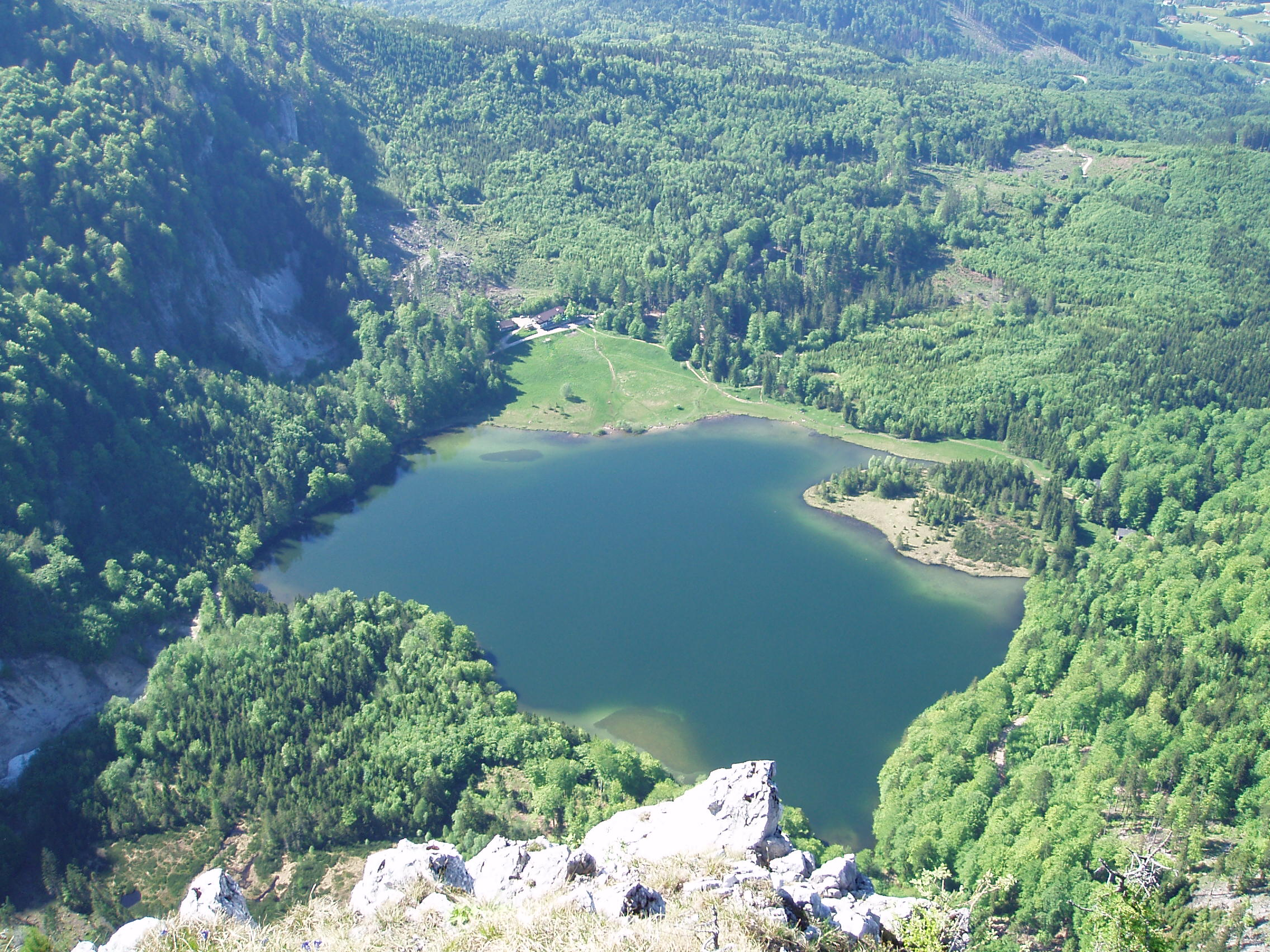
Tiefblick zum Laudachsee
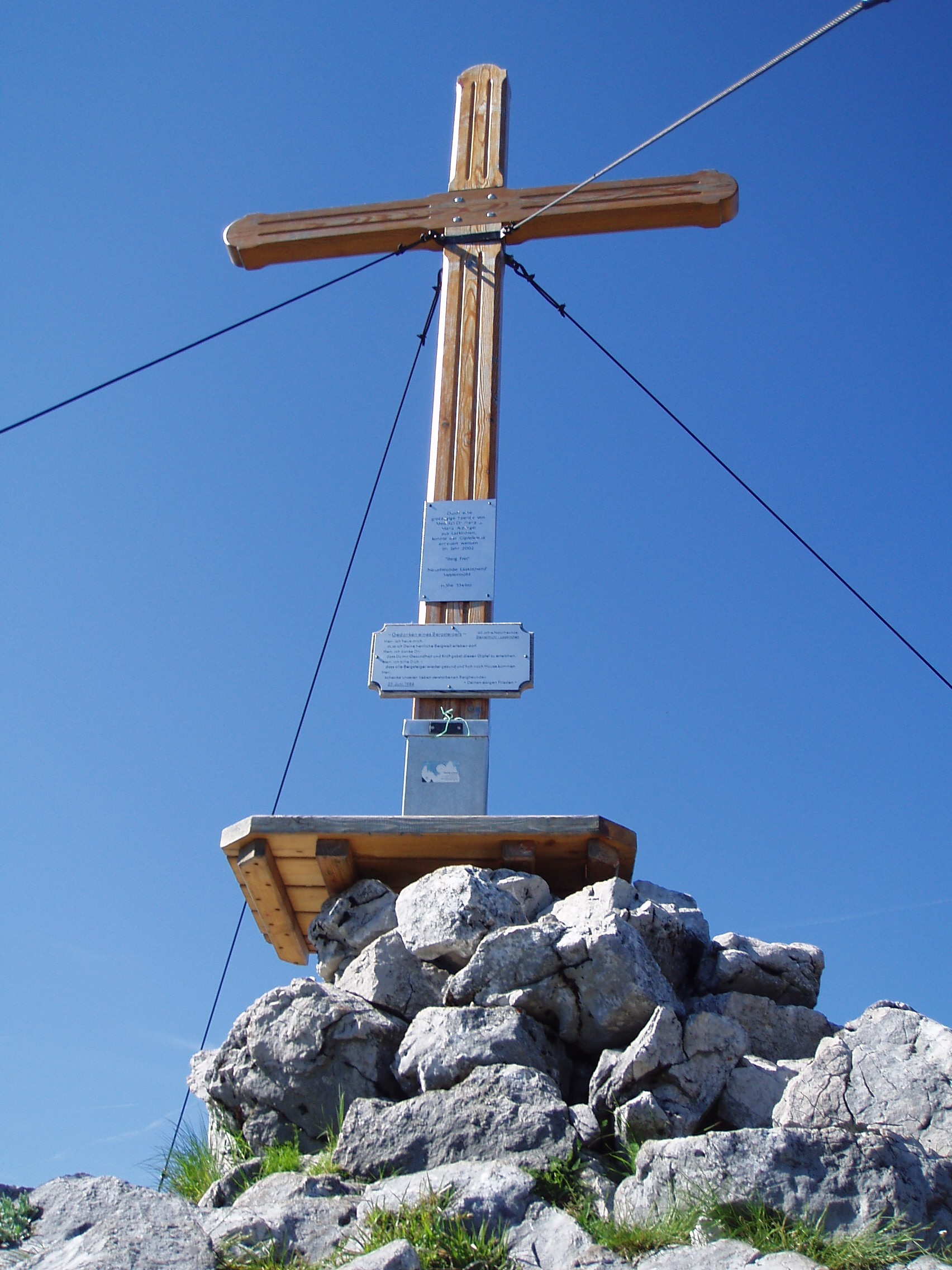
Gipfelkreuz des Katzensteins